# Костел Святого Антонія та монастир бернардинців (Гусятин)
Костел Святого Антонія та монастир бернардинців в Гусятині — пам'ятки архітектури національного значення XVII ст. у місті Гусятині на Тернопільщині. Костел станом на 2015 рік — діючий парафіяльний храм РКЦ.

## Коротка історія

### Костел Святого Антонія

під час ремонту

Фундатор дерев'яного костелу в Гусятині — дідич міста Валентій Александер Калиновський. Кам'яний храм було споруджено його сином — польним коронним гетьманом Марціном Каліновським. Під час Хмельниччини костел було зруйновано.
Згідно з рішенням Тернопільської обласної ради народних депутатів від 5 березня 1992 року будівля передана віруючим РКЦ.

### Монастир
Ліквідований внаслідок декрету австрійського цісаря Йозефа II під час так званої «касації монастирів».